# 豊楽寺 (岡山市)
豊楽寺（ぶらくじ）は岡山県岡山市北区建部町豊楽寺に所在する寺院である。山号は静謐山。宗派は高野山真言宗。本尊は薬師瑠璃光如来。高野山真言宗美作八十八ヶ所第二十一番札所である。

## 概要
寺伝によれば、和銅2年（709年）玄昉が開山したと言われる。その後、奈良時代に鑑真が寺院を整備したと伝わる。
室町時代には美作国の守護大名、赤松氏並びに山名氏の庇護を受け、寺領を与えられ僧坊は23坊に及んだ。しかし、安土桃山時代の天正年間（1573年 - 1592年）備前国北西部を制した松田氏が、日蓮宗への改宗を迫ったが応じなかったため、寺領を没収し寺院を破却した。
江戸時代前期の寛永年間（1624年 - 1644年）に津山藩初代藩主森忠政が寺院を再興した。
現在の本堂は貞享3年（1686年）の建造。

## 文化財
岡山県指定重要文化財
- 豊楽寺文書

文書は、室町時代から江戸時代にかけての寺院への寄進状、豊楽寺由緒書など巻物7巻（書状27通）と巻紙1点・和綴じ冊子2点を含む7点の単品資料から成る。平成17年（2005年）2月23日（旧建部町）指定を経て、平成19年（2007年）3月16日に県指定。
岡山市指定重要文化財
- 仁王門

平成5年（1993年）3月24日（旧建部町）指定。

## 画像

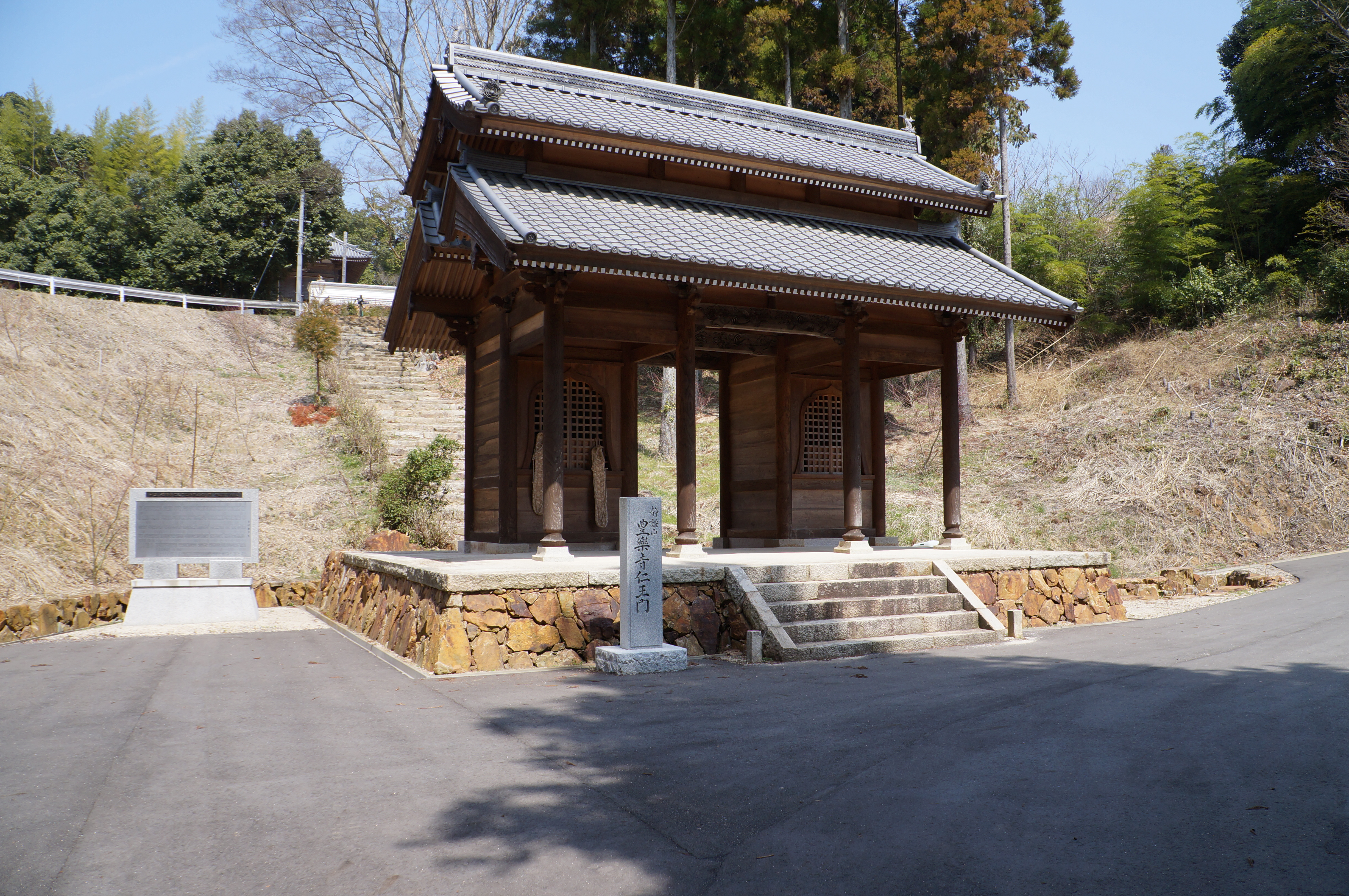
山門
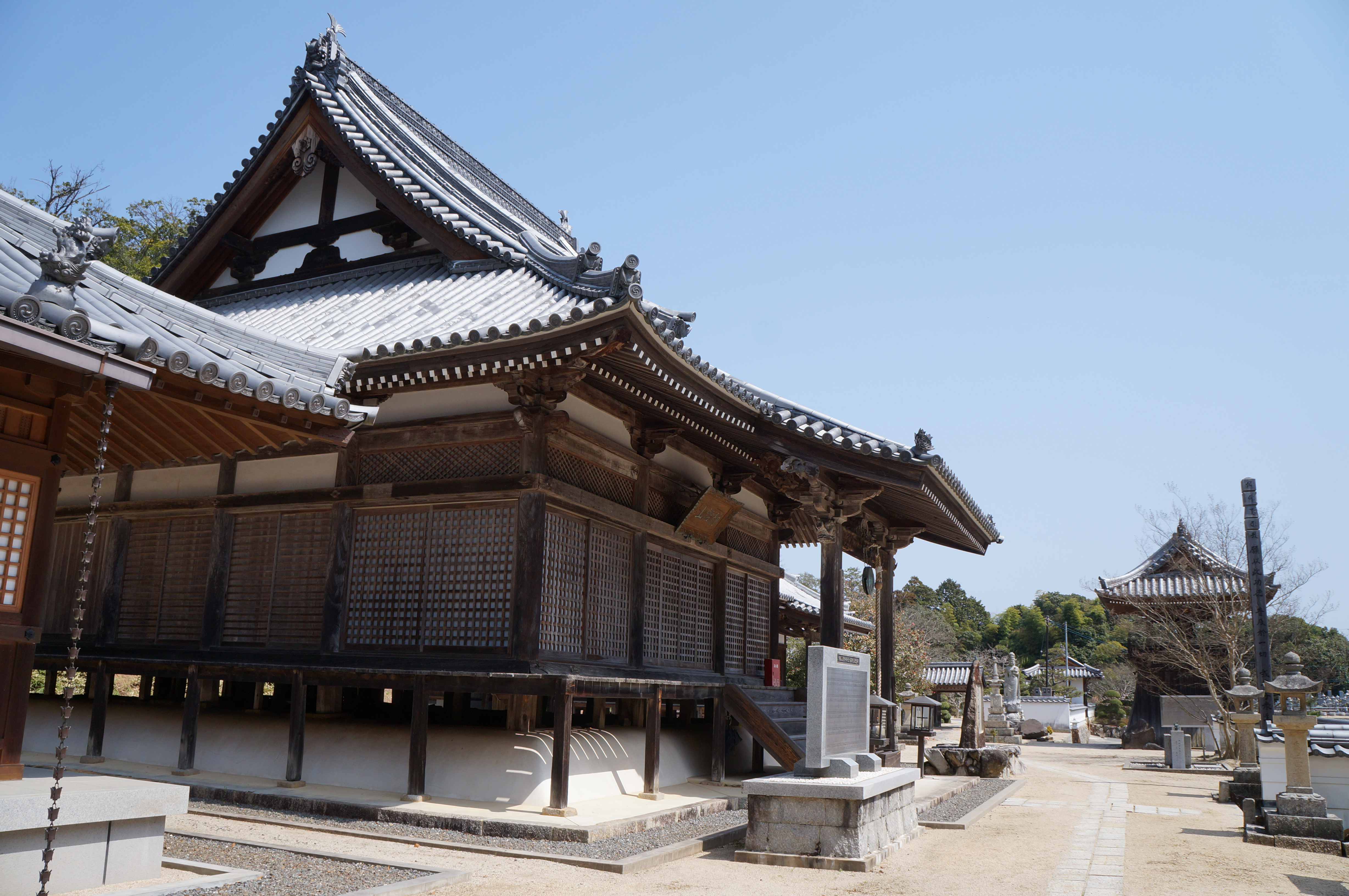
本堂
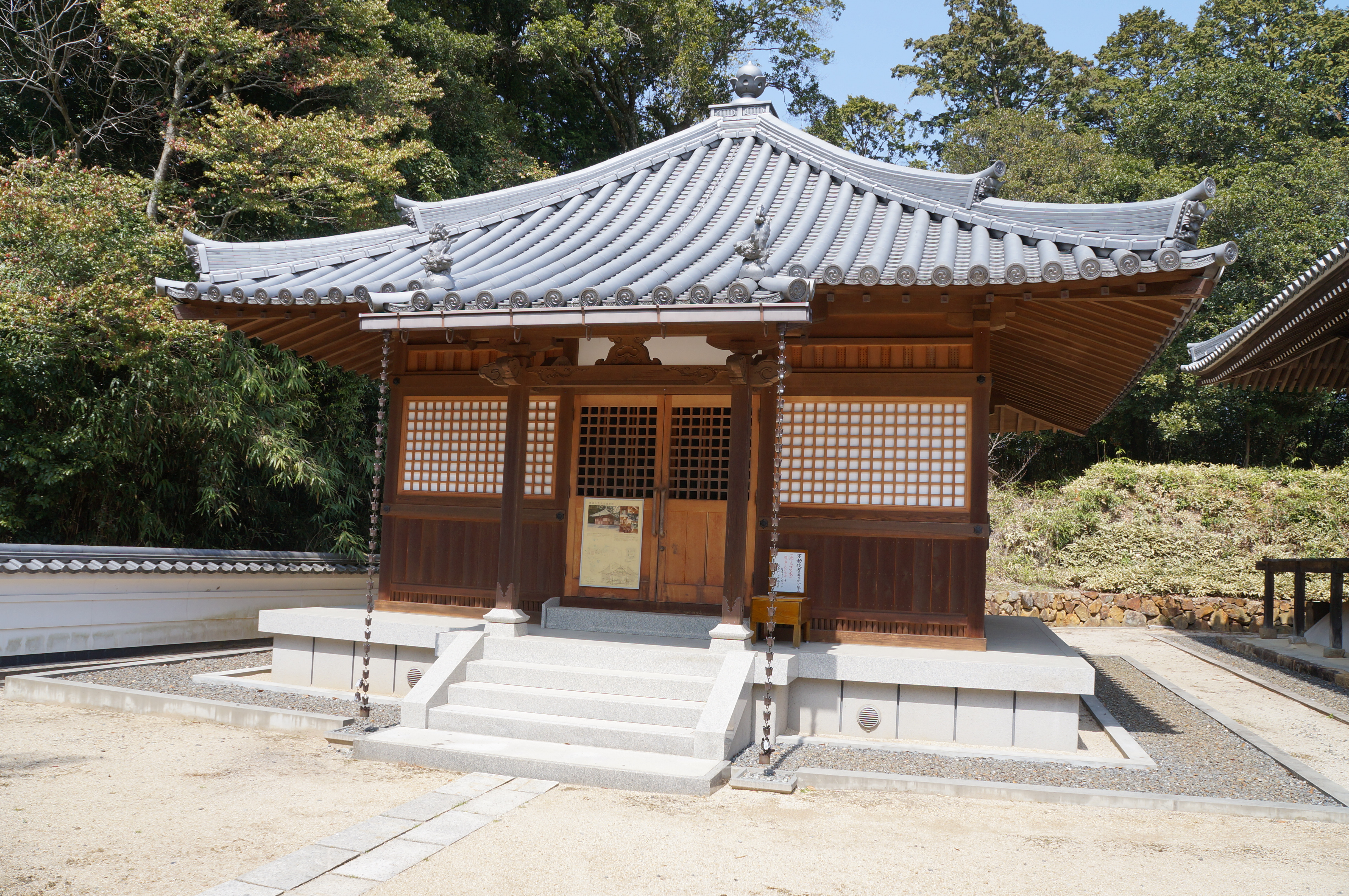
大師堂